# Scheldeprijs 2023
Scheldeprijs 2023 var den 111. udgave af det belgiske cykelløb Scheldeprijs. Det 205,3 km lange sprintervenlige linjeløb blev kørt den 5. april 2023 med start i Terneuzen og mål i Schoten. De første 143,6 kilometer blev kørt i Holland, og de sidste 61,6 km i Belgien. Løbet var en del af UCI ProSeries 2023.
De fleste af verdens bedste sprintere var til start, og det blev til slut også et opgør om sejren imellem dem. Jasper Philipsen fra Alpecin-Deceuninck gjorde som i 2021, og vandt massespurten. Team DSMs Sam Welsford tog sig af andenpladsen, mens veteranen Mark Cavendish fra Astana Qazaqstan Team kom ind på tredjepladsen.

## Resultat
| \| Samlede stilling \| Samlede stilling \| Samlede stilling \| Samlede stilling \| Samlede stilling \| \| Rytter \| Rytter \| Hold \| Tid \| \| \| ---------------- \| ----------------- \| ------------------------ \| ---------------- \| ---------------- \| \| 1. \| Jasper Philipsen \| Alpecin-Deceuninck \| 4t 25' 38" \| \| \| 2. \| Sam Welsford \| Team DSM \| + 0" \| \| \| 3. \| Mark Cavendish \| Astana Qazaqstan Team \| + 0" \| \| \| 4. \| Dylan Groenewegen \| Team Jayco AlUla \| + 0" \| \| \| 5. \| Gerben Thijssen \| Intermarché-Circus-Wanty \| + 0" \| \| \| 6. \| Edward Theuns \| Trek-Segafredo \| + 0" \| \| \| 7. \| Max Walscheid \| Cofidis \| + 0" \| \| \| 8. \| Caleb Ewan \| Lotto Dstny \| + 0" \| \| \| 9. \| Itamar Einhorn \| Israel-Premier Tech \| + 0" \| \| \| 10. \| Giacomo Nizzolo \| Israel-Premier Tech \| + 0" \| \| |                   |                          |            |
| |                   |                          |            |
| Kilde: ProCyclingStats |                   |                          |            |
| Samlede stilling |                   |                          |            |
| Rytter | Rytter            | Hold                     | Tid        |
| 1. | Jasper Philipsen  | Alpecin-Deceuninck       | 4t 25' 38" |
| 2. | Sam Welsford      | Team DSM                 | + 0"       |
| 3. | Mark Cavendish    | Astana Qazaqstan Team    | + 0"       |
| 4. | Dylan Groenewegen | Team Jayco AlUla         | + 0"       |
| 5. | Gerben Thijssen   | Intermarché-Circus-Wanty | + 0"       |
| 6. | Edward Theuns     | Trek-Segafredo           | + 0"       |
| 7. | Max Walscheid     | Cofidis                  | + 0"       |
| 8. | Caleb Ewan        | Lotto Dstny              | + 0"       |
| 9. | Itamar Einhorn    | Israel-Premier Tech      | + 0"       |
| 10. | Giacomo Nizzolo   | Israel-Premier Tech      | + 0"       |

## Hold og ryttere
| UCI WorldTeams (10)- Alpecin-Deceuninck - Astana Qazaqstan Team - Bora-Hansgrohe - Cofidis - Intermarché-Circus-Wanty - Soudal Quick-Step - Arkéa-Samsic - Team DSM - Team Jayco AlUla - Trek-Segafredo UCI ProTeams (10)- Bingoal WB - Bolton Equities Black Spoke Pro Cycling - Human Powered Health - Israel-Premier Tech - Lotto Dstny - Q36.5 Pro Cycling Team - Team Corratec - Team Flanders-Baloise - Team Novo Nordisk - Uno-X Pro Cycling Team UCI Kontinentalhold- Beat Cycling Club |
| |

### Danske ryttere
| Danske ryttere på startlisten |                      |                          |           |
| Rygnummer                     | Rytter               | Hold                     | Placering |
| 2                             | Marcus Sander Hansen | Uno-X Pro Cycling Team   | DNF       |
| 3                             | Louis Bendixen       | Uno-X Pro Cycling Team   | 133       |
| 6                             | William Blume Levy   | Uno-X Pro Cycling Team   | 130       |
| 13                            | Casper Pedersen      | Soudal Quick-Step        | DNS       |
| 33                            | Julius Johansen      | Intermarché-Circus-Wanty | DNS       |
| 82                            | Tobias Lund Andresen | Team DSM                 | 131       |
| 134                           | Alexander Salby      | Bingoal WB               | 33        |

* DNS = stillede ikke til start

* DNF = gennemførte ikke

### Startliste
| Uno-X Pro Cycling Team UXT | Uno-X Pro Cycling Team UXT | Uno-X Pro Cycling Team UXT |
| -------------------------- | -------------------------- | -------------------------- |
| Nr.                        | Rytter                     | Placering                  |
| 1                          | Alexander Kristoff (NOR)   | 88.                        |
| 2                          | Marcus Sander Hansen (DEN) | DNF                        |
| 3                          | Louis Bendixen (DEN)       | 133.                       |
| 4                          | Tord Gudmestad (NOR)       | 89.                        |
| 5                          | Kristoffer Halvorsen (NOR) | 17.                        |
| 6                          | William Blume Levy (DEN)   | 130.                       |
| 7                          | Søren Wærenskjold (NOR)    | 55.                        |

| Soudal Quick-Step SOQ | Soudal Quick-Step SOQ             | Soudal Quick-Step SOQ |
| --------------------- | --------------------------------- | --------------------- |
| Nr.                   | Rytter                            | Placering             |
| 11                    | Fabio Jakobsen (NED) (landevej)   | 35.                   |
| 12                    | Tim Declercq (BEL)                | 96.                   |
| 13                    | Casper Pedersen (DEN)             | DNS                   |
| 14                    | Jannik Steimle (GER)              | 95.                   |
| 15                    | Bert Van Lerberghe (BEL)          | 45.                   |
| 16                    | Stan Van Tricht (BEL)             | 90.                   |
| 17                    | Florian Sénéchal (FRA) (landevej) | 46.                   |

| Alpecin-Deceuninck ADC | Alpecin-Deceuninck ADC     | Alpecin-Deceuninck ADC |
| ---------------------- | -------------------------- | ---------------------- |
| Nr.                    | Rytter                     | Placering              |
| 21                     | Jasper Philipsen (BEL)     | 1.                     |
| 22                     | Jonas Rickaert (BEL)       | 34.                    |
| 23                     | Robbe Ghys (BEL)           | 125.                   |
| 24                     | Senne Leysen (BEL)         | 107.                   |
| 25                     | Mathieu van der Poel (NED) | 124.                   |
| 26                     | Ramon Sinkeldam (NED)      | 52.                    |
| 27                     | Lionel Taminiaux (BEL)     | 127.                   |

| Intermarché-Circus-Wanty ICW | Intermarché-Circus-Wanty ICW    | Intermarché-Circus-Wanty ICW |
| ---------------------------- | ------------------------------- | ---------------------------- |
| Nr.                          | Rytter                          | Placering                    |
| 31                           | Gerben Thijssen (BEL)           | 5.                           |
| 32                           | Jasper Dejaegher (BEL)          | 58.                          |
| 33                           | Julius Johansen (DEN)           | DNF                          |
| 34                           | Arne Marit (BEL)                | 47.                          |
| 35                           | Madis Mihkels (EST)             | 20.                          |
| 36                           | Roel van Sintmaartensdijk (NED) | 60.                          |
| 37                           | Boy van Poppel (NED)            | 77.                          |

| Astana Qazaqstan Team AST | Astana Qazaqstan Team AST       | Astana Qazaqstan Team AST |
| ------------------------- | ------------------------------- | ------------------------- |
| Nr.                       | Rytter                          | Placering                 |
| 41                        | Mark Cavendish (GBR) (landevej) | 3.                        |
| 42                        | Cees Bol (NED)                  | 103.                      |
| 43                        | Igor Tjzhan (KAZ) (landevej)    | 61.                       |
| 44                        | Jevgenij Fedorov (KAZ)          | 128.                      |
| 45                        | Dmitrij Gruzdev (KAZ)           | 86.                       |
| 46                        | Martin Laas (EST)               | 114.                      |
| 47                        | Gleb Syritsa                    | 82.                       |

| Bora-Hansgrohe BOH | Bora-Hansgrohe BOH     | Bora-Hansgrohe BOH |
| ------------------ | ---------------------- | ------------------ |
| Nr.                | Rytter                 | Placering          |
| 51                 | Jordi Meeus (BEL)      | 15.                |
| 52                 | Shane Archbold (NZL)   | DNS                |
| 53                 | Patrick Gamper (AUT)   | 87.                |
| 54                 | Jonas Koch (GER)       | 109.               |
| 55                 | Marco Haller (AUT)     | 112.               |
| 56                 | Ryan Mullen (IRL)      | 43.                |
| 57                 | Danny van Poppel (NED) | DNF                |

| Cofidis COF | Cofidis COF            | Cofidis COF |
| ----------- | ---------------------- | ----------- |
| Nr.         | Rytter                 | Placering   |
| 61          | Max Walscheid (GER)    | 7.          |
| 62          | André Carvalho (POR)   | 106.        |
| 63          | Eddy Finé (FRA)        | 50.         |
| 64          | Piet Allegaert (BEL)   | 44.         |
| 65          | Christophe Noppe (BEL) | 98.         |
| 66          | Jelle Wallays (BEL)    | 104.        |

| Arkéa-Samsic ARK | Arkéa-Samsic ARK      | Arkéa-Samsic ARK |
| ---------------- | --------------------- | ---------------- |
| Nr.              | Rytter                | Placering        |
| 71               | Andrij Ponomar (UKR)  | 49.              |
| 72               | Ewen Costiou (FRA)    | 30.              |
| 73               | David Dekker (NED)    | 122.             |
| 74               | Hugo Hofstetter (FRA) | 56.              |
| 75               | Daniel McLay (GBR)    | 18.              |
| 76               | Luca Mozzato (ITA)    | 16.              |

| Team DSM DSM | Team DSM DSM               | Team DSM DSM |
| ------------ | -------------------------- | ------------ |
| Nr.          | Rytter                     | Placering    |
| 81           | Sam Welsford (AUS)         | 2.           |
| 82           | Tobias Lund Andresen (DEN) | 131.         |
| 83           | Alberto Dainese (ITA)      | 117.         |
| 84           | Niklas Märkl (GER)         | 116.         |
| 85           | Tim Naberman (NED)         | 132.         |
| 86           | Casper van Uden (NED)      | 22.          |
| 87           | Alexander Edmondson (AUS)  | 66.          |

| Team Jayco AlUla JAY | Team Jayco AlUla JAY    | Team Jayco AlUla JAY |
| -------------------- | ----------------------- | -------------------- |
| Nr.                  | Rytter                  | Placering            |
| 91                   | Dylan Groenewegen (NED) | 4.                   |
| 92                   | Zdeněk Štybar (CZE)     | 126.                 |
| 93                   | Luka Mezgec (SLO)       | 91.                  |
| 94                   | Lukas Pöstlberger (AUT) | 129.                 |
| 95                   | Blake Quick (AUS)       | 119.                 |
| 96                   | Elmar Reinders (NED)    | 100.                 |
| 97                   | Campbell Stewart (NZL)  | 92.                  |

| Trek-Segafredo TFS | Trek-Segafredo TFS             | Trek-Segafredo TFS |
| ------------------ | ------------------------------ | ------------------ |
| Nr.                | Rytter                         | Placering          |
| 101                | Edward Theuns (BEL)            | 6.                 |
| 102                | Mathias Vacek (CZE)            | 53.                |
| 103                | Marc Brustenga (ESP)           | 121.               |
| 104                | Daan Hoole (NED)               | 123.               |
| 105                | Emīls Liepiņš (LAT) (landevej) | 42.                |
| 106                | Otto Vergaerde (BEL)           | 36.                |

| Lotto Dstny LTD | Lotto Dstny LTD           | Lotto Dstny LTD |
| --------------- | ------------------------- | --------------- |
| Nr.             | Rytter                    | Placering       |
| 111             | Caleb Ewan (AUS)          | 8.              |
| 112             | Jasper De Buyst (BEL)     | 32.             |
| 113             | Jarrad Drizners (AUS)     | 118.            |
| 114             | Jacopo Guarnieri (ITA)    | 93.             |
| 115             | Rüdiger Selig (GER)       | 102.            |
| 116             | Michael Schwarzmann (GER) | 120.            |
| 117             | Liam Slock (BEL)          | 134.            |

| Israel-Premier Tech IPT | Israel-Premier Tech IPT         | Israel-Premier Tech IPT |
| ----------------------- | ------------------------------- | ----------------------- |
| Nr.                     | Rytter                          | Placering               |
| 121                     | Rick Zabel (GER)                | 54.                     |
| 122                     | Itamar Einhorn (ISR) (landevej) | 9.                      |
| 123                     | Taj Jones (AUS)                 | 14.                     |
| 124                     | Riley Pickrell (CAN)            | 28.                     |
| 125                     | Jens Reynders (BEL)             | 37.                     |
| 126                     | Rotem Tene (ISR)                | 57.                     |
| 127                     | Giacomo Nizzolo (ITA)           | 10.                     |

| Bingoal WB BWB | Bingoal WB BWB                 | Bingoal WB BWB |
| -------------- | ------------------------------ | -------------- |
| Nr.            | Rytter                         | Placering      |
| 131            | Louis Blouwe (BEL)             | 75.            |
| 132            | Dorian de Maeght (BEL)         | 108.           |
| 133            | Ceriel Desal (BEL)             | 70.            |
| 134            | Alexander Salby (DEN)          | 33.            |
| 135            | Guillaume Van Keirsbulck (BEL) | 69.            |
| 136            | Karl Patrick Lauk (EST)        | 40.            |
| 137            | Thibaut Bernard (BEL)          | 71.            |

| Bolton Equities Black Spoke Pro Cycling BEB | Bolton Equities Black Spoke Pro Cycling BEB | Bolton Equities Black Spoke Pro Cycling BEB |
| ------------------------------------------- | ------------------------------------------- | ------------------------------------------- |
| Nr.                                         | Rytter                                      | Placering                                   |
| 141                                         | Aaron Gate (NZL)                            | 31.                                         |
| 142                                         | Ethan Batt (NZL)                            | DNF                                         |
| 143                                         | Ollie Jones (NZL)                           | 63.                                         |
| 144                                         | Luke Mudgway (NZL)                          | 84.                                         |
| 145                                         | Mitchel Fitzsimons (NZL)                    | 74.                                         |
| 146                                         | Josh Kench (NZL)                            | DNF                                         |
| 147                                         | Rory Townsend (IRL) (landevej)              | 21.                                         |

| Human Powered Health HPM | Human Powered Health HPM    | Human Powered Health HPM |
| ------------------------ | --------------------------- | ------------------------ |
| Nr.                      | Rytter                      | Placering                |
| 151                      | August Jensen (NOR)         | 25.                      |
| 152                      | Stanisław Aniołkowski (POL) | 11.                      |
| 153                      | Alan Banaszek (POL)         | DNF                      |
| 154                      | Adam de Vos (CAN)           | 19.                      |
| 155                      | Gage Hecht (USA)            | 105.                     |
| 156                      | Wessel Krul (NED)           | 72.                      |
| 157                      | Gijs Van Hoecke (BEL)       | 68.                      |

| Q36.5 Pro Cycling Team Q36 | Q36.5 Pro Cycling Team Q36 | Q36.5 Pro Cycling Team Q36 |
| -------------------------- | -------------------------- | -------------------------- |
| Nr.                        | Rytter                     | Placering                  |
| 161                        | Matteo Moschetti (ITA)     | 13.                        |
| 162                        | Filippo Conca (ITA)        | 110.                       |
| 163                        | Alessandro Fedeli (ITA)    | 101.                       |
| 164                        | Tobias Ludvigsson (SWE)    | 99.                        |
| 165                        | Nicolò Parisini (ITA)      | 65.                        |
| 166                        | Antonio Puppio (ITA)       | 83.                        |
| 167                        | Kamil Małecki (POL)        | 79.                        |

| Team Corratec COR | Team Corratec COR        | Team Corratec COR |
| ----------------- | ------------------------ | ----------------- |
| Nr.               | Rytter                   | Placering         |
| 171               | Alexander Konysjev (ITA) | 29.               |
| 172               | Antonio Barać (CRO)      | 80.               |
| 173               | Giulio Masotto (ITA)     | 136.              |
| 174               | Simone Olivero (ITA)     | 67.               |
| 175               | Lorenzo Quartucci (ITA)  | 39.               |
| 176               | Attilio Viviani (ITA)    | 23.               |
| 177               | Samuele Zambelli (ITA)   | 24.               |

| Team Flanders-Baloise TFB | Team Flanders-Baloise TFB | Team Flanders-Baloise TFB |
| ------------------------- | ------------------------- | ------------------------- |
| Nr.                       | Rytter                    | Placering                 |
| 181                       | Ruben Apers (BEL)         | 94.                       |
| 182                       | Lindsay De Vylder (BEL)   | 27.                       |
| 183                       | Sander De Pestel (BEL)    | 64.                       |
| 184                       | Vito Braet (BEL)          | 41.                       |
| 185                       | Alex Colman (BEL)         | 62.                       |
| 186                       | Ward Vanhoof (BEL)        | 51.                       |
| 187                       | Gilles De Wilde (BEL)     | 85.                       |

| Team Novo Nordisk TNN | Team Novo Nordisk TNN | Team Novo Nordisk TNN |
| --------------------- | --------------------- | --------------------- |
| Nr.                   | Rytter                | Placering             |
| 191                   | Hamish Beadle (NZL)   | 59.                   |
| 192                   | Sam Brand (GBR)       | 73.                   |
| 193                   | Joonas Henttala (FIN) | 111.                  |
| 194                   | Declan Irvine (AUS)   | 38.                   |
| 195                   | Matyáš Kopecký (CZE)  | 12.                   |
| 196                   | Filippo Ridolfo (ITA) | 113.                  |
| 197                   | Umberto Poli (ITA)    | 76.                   |

| BEAT Cycling Club BCY | BEAT Cycling Club BCY  | BEAT Cycling Club BCY |
| --------------------- | ---------------------- | --------------------- |
| Nr.                   | Rytter                 | Placering             |
| 201                   | Matthijs Büchli (NED)  | 78.                   |
| 202                   | Gil D'Heygere (BEL)    | 26.                   |
| 203                   | Bram Dissel (NED)      | 115.                  |
| 204                   | Yoeri Havik (NED)      | 48.                   |
| 205                   | Vincent Hoppezak (NED) | 135.                  |
| 206                   | Emiel Vermeulen (BEL)  | 97.                   |
| 207                   | Thijs Zonneveld (NED)  | 81.                   |

| Uno-X Pro Cycling Team UXT | Uno-X Pro Cycling Team UXT | Uno-X Pro Cycling Team UXT |
| -------------------------- | -------------------------- | -------------------------- |
| Nr.                        | Rytter                     | Placering                  |
| 1                          | Alexander Kristoff (NOR)   | 88.                        |
| 2                          | Marcus Sander Hansen (DEN) | DNF                        |
| 3                          | Louis Bendixen (DEN)       | 133.                       |
| 4                          | Tord Gudmestad (NOR)       | 89.                        |
| 5                          | Kristoffer Halvorsen (NOR) | 17.                        |
| 6                          | William Blume Levy (DEN)   | 130.                       |
| 7                          | Søren Wærenskjold (NOR)    | 55.                        |

| Soudal Quick-Step SOQ | Soudal Quick-Step SOQ             | Soudal Quick-Step SOQ |
| --------------------- | --------------------------------- | --------------------- |
| Nr.                   | Rytter                            | Placering             |
| 11                    | Fabio Jakobsen (NED) (landevej)   | 35.                   |
| 12                    | Tim Declercq (BEL)                | 96.                   |
| 13                    | Casper Pedersen (DEN)             | DNS                   |
| 14                    | Jannik Steimle (GER)              | 95.                   |
| 15                    | Bert Van Lerberghe (BEL)          | 45.                   |
| 16                    | Stan Van Tricht (BEL)             | 90.                   |
| 17                    | Florian Sénéchal (FRA) (landevej) | 46.                   |

| Alpecin-Deceuninck ADC | Alpecin-Deceuninck ADC     | Alpecin-Deceuninck ADC |
| ---------------------- | -------------------------- | ---------------------- |
| Nr.                    | Rytter                     | Placering              |
| 21                     | Jasper Philipsen (BEL)     | 1.                     |
| 22                     | Jonas Rickaert (BEL)       | 34.                    |
| 23                     | Robbe Ghys (BEL)           | 125.                   |
| 24                     | Senne Leysen (BEL)         | 107.                   |
| 25                     | Mathieu van der Poel (NED) | 124.                   |
| 26                     | Ramon Sinkeldam (NED)      | 52.                    |
| 27                     | Lionel Taminiaux (BEL)     | 127.                   |

| Intermarché-Circus-Wanty ICW | Intermarché-Circus-Wanty ICW    | Intermarché-Circus-Wanty ICW |
| ---------------------------- | ------------------------------- | ---------------------------- |
| Nr.                          | Rytter                          | Placering                    |
| 31                           | Gerben Thijssen (BEL)           | 5.                           |
| 32                           | Jasper Dejaegher (BEL)          | 58.                          |
| 33                           | Julius Johansen (DEN)           | DNF                          |
| 34                           | Arne Marit (BEL)                | 47.                          |
| 35                           | Madis Mihkels (EST)             | 20.                          |
| 36                           | Roel van Sintmaartensdijk (NED) | 60.                          |
| 37                           | Boy van Poppel (NED)            | 77.                          |

| Astana Qazaqstan Team AST | Astana Qazaqstan Team AST       | Astana Qazaqstan Team AST |
| ------------------------- | ------------------------------- | ------------------------- |
| Nr.                       | Rytter                          | Placering                 |
| 41                        | Mark Cavendish (GBR) (landevej) | 3.                        |
| 42                        | Cees Bol (NED)                  | 103.                      |
| 43                        | Igor Tjzhan (KAZ) (landevej)    | 61.                       |
| 44                        | Jevgenij Fedorov (KAZ)          | 128.                      |
| 45                        | Dmitrij Gruzdev (KAZ)           | 86.                       |
| 46                        | Martin Laas (EST)               | 114.                      |
| 47                        | Gleb Syritsa                    | 82.                       |

| Bora-Hansgrohe BOH | Bora-Hansgrohe BOH     | Bora-Hansgrohe BOH |
| ------------------ | ---------------------- | ------------------ |
| Nr.                | Rytter                 | Placering          |
| 51                 | Jordi Meeus (BEL)      | 15.                |
| 52                 | Shane Archbold (NZL)   | DNS                |
| 53                 | Patrick Gamper (AUT)   | 87.                |
| 54                 | Jonas Koch (GER)       | 109.               |
| 55                 | Marco Haller (AUT)     | 112.               |
| 56                 | Ryan Mullen (IRL)      | 43.                |
| 57                 | Danny van Poppel (NED) | DNF                |

| Cofidis COF | Cofidis COF            | Cofidis COF |
| ----------- | ---------------------- | ----------- |
| Nr.         | Rytter                 | Placering   |
| 61          | Max Walscheid (GER)    | 7.          |
| 62          | André Carvalho (POR)   | 106.        |
| 63          | Eddy Finé (FRA)        | 50.         |
| 64          | Piet Allegaert (BEL)   | 44.         |
| 65          | Christophe Noppe (BEL) | 98.         |
| 66          | Jelle Wallays (BEL)    | 104.        |

| Arkéa-Samsic ARK | Arkéa-Samsic ARK      | Arkéa-Samsic ARK |
| ---------------- | --------------------- | ---------------- |
| Nr.              | Rytter                | Placering        |
| 71               | Andrij Ponomar (UKR)  | 49.              |
| 72               | Ewen Costiou (FRA)    | 30.              |
| 73               | David Dekker (NED)    | 122.             |
| 74               | Hugo Hofstetter (FRA) | 56.              |
| 75               | Daniel McLay (GBR)    | 18.              |
| 76               | Luca Mozzato (ITA)    | 16.              |

| Team DSM DSM | Team DSM DSM               | Team DSM DSM |
| ------------ | -------------------------- | ------------ |
| Nr.          | Rytter                     | Placering    |
| 81           | Sam Welsford (AUS)         | 2.           |
| 82           | Tobias Lund Andresen (DEN) | 131.         |
| 83           | Alberto Dainese (ITA)      | 117.         |
| 84           | Niklas Märkl (GER)         | 116.         |
| 85           | Tim Naberman (NED)         | 132.         |
| 86           | Casper van Uden (NED)      | 22.          |
| 87           | Alexander Edmondson (AUS)  | 66.          |

| Team Jayco AlUla JAY | Team Jayco AlUla JAY    | Team Jayco AlUla JAY |
| -------------------- | ----------------------- | -------------------- |
| Nr.                  | Rytter                  | Placering            |
| 91                   | Dylan Groenewegen (NED) | 4.                   |
| 92                   | Zdeněk Štybar (CZE)     | 126.                 |
| 93                   | Luka Mezgec (SLO)       | 91.                  |
| 94                   | Lukas Pöstlberger (AUT) | 129.                 |
| 95                   | Blake Quick (AUS)       | 119.                 |
| 96                   | Elmar Reinders (NED)    | 100.                 |
| 97                   | Campbell Stewart (NZL)  | 92.                  |

| Trek-Segafredo TFS | Trek-Segafredo TFS             | Trek-Segafredo TFS |
| ------------------ | ------------------------------ | ------------------ |
| Nr.                | Rytter                         | Placering          |
| 101                | Edward Theuns (BEL)            | 6.                 |
| 102                | Mathias Vacek (CZE)            | 53.                |
| 103                | Marc Brustenga (ESP)           | 121.               |
| 104                | Daan Hoole (NED)               | 123.               |
| 105                | Emīls Liepiņš (LAT) (landevej) | 42.                |
| 106                | Otto Vergaerde (BEL)           | 36.                |

| Lotto Dstny LTD | Lotto Dstny LTD           | Lotto Dstny LTD |
| --------------- | ------------------------- | --------------- |
| Nr.             | Rytter                    | Placering       |
| 111             | Caleb Ewan (AUS)          | 8.              |
| 112             | Jasper De Buyst (BEL)     | 32.             |
| 113             | Jarrad Drizners (AUS)     | 118.            |
| 114             | Jacopo Guarnieri (ITA)    | 93.             |
| 115             | Rüdiger Selig (GER)       | 102.            |
| 116             | Michael Schwarzmann (GER) | 120.            |
| 117             | Liam Slock (BEL)          | 134.            |

| Israel-Premier Tech IPT | Israel-Premier Tech IPT         | Israel-Premier Tech IPT |
| ----------------------- | ------------------------------- | ----------------------- |
| Nr.                     | Rytter                          | Placering               |
| 121                     | Rick Zabel (GER)                | 54.                     |
| 122                     | Itamar Einhorn (ISR) (landevej) | 9.                      |
| 123                     | Taj Jones (AUS)                 | 14.                     |
| 124                     | Riley Pickrell (CAN)            | 28.                     |
| 125                     | Jens Reynders (BEL)             | 37.                     |
| 126                     | Rotem Tene (ISR)                | 57.                     |
| 127                     | Giacomo Nizzolo (ITA)           | 10.                     |

| Bingoal WB BWB | Bingoal WB BWB                 | Bingoal WB BWB |
| -------------- | ------------------------------ | -------------- |
| Nr.            | Rytter                         | Placering      |
| 131            | Louis Blouwe (BEL)             | 75.            |
| 132            | Dorian de Maeght (BEL)         | 108.           |
| 133            | Ceriel Desal (BEL)             | 70.            |
| 134            | Alexander Salby (DEN)          | 33.            |
| 135            | Guillaume Van Keirsbulck (BEL) | 69.            |
| 136            | Karl Patrick Lauk (EST)        | 40.            |
| 137            | Thibaut Bernard (BEL)          | 71.            |

| Bolton Equities Black Spoke Pro Cycling BEB | Bolton Equities Black Spoke Pro Cycling BEB | Bolton Equities Black Spoke Pro Cycling BEB |
| ------------------------------------------- | ------------------------------------------- | ------------------------------------------- |
| Nr.                                         | Rytter                                      | Placering                                   |
| 141                                         | Aaron Gate (NZL)                            | 31.                                         |
| 142                                         | Ethan Batt (NZL)                            | DNF                                         |
| 143                                         | Ollie Jones (NZL)                           | 63.                                         |
| 144                                         | Luke Mudgway (NZL)                          | 84.                                         |
| 145                                         | Mitchel Fitzsimons (NZL)                    | 74.                                         |
| 146                                         | Josh Kench (NZL)                            | DNF                                         |
| 147                                         | Rory Townsend (IRL) (landevej)              | 21.                                         |

| Human Powered Health HPM | Human Powered Health HPM    | Human Powered Health HPM |
| ------------------------ | --------------------------- | ------------------------ |
| Nr.                      | Rytter                      | Placering                |
| 151                      | August Jensen (NOR)         | 25.                      |
| 152                      | Stanisław Aniołkowski (POL) | 11.                      |
| 153                      | Alan Banaszek (POL)         | DNF                      |
| 154                      | Adam de Vos (CAN)           | 19.                      |
| 155                      | Gage Hecht (USA)            | 105.                     |
| 156                      | Wessel Krul (NED)           | 72.                      |
| 157                      | Gijs Van Hoecke (BEL)       | 68.                      |

| Q36.5 Pro Cycling Team Q36 | Q36.5 Pro Cycling Team Q36 | Q36.5 Pro Cycling Team Q36 |
| -------------------------- | -------------------------- | -------------------------- |
| Nr.                        | Rytter                     | Placering                  |
| 161                        | Matteo Moschetti (ITA)     | 13.                        |
| 162                        | Filippo Conca (ITA)        | 110.                       |
| 163                        | Alessandro Fedeli (ITA)    | 101.                       |
| 164                        | Tobias Ludvigsson (SWE)    | 99.                        |
| 165                        | Nicolò Parisini (ITA)      | 65.                        |
| 166                        | Antonio Puppio (ITA)       | 83.                        |
| 167                        | Kamil Małecki (POL)        | 79.                        |

| Team Corratec COR | Team Corratec COR        | Team Corratec COR |
| ----------------- | ------------------------ | ----------------- |
| Nr.               | Rytter                   | Placering         |
| 171               | Alexander Konysjev (ITA) | 29.               |
| 172               | Antonio Barać (CRO)      | 80.               |
| 173               | Giulio Masotto (ITA)     | 136.              |
| 174               | Simone Olivero (ITA)     | 67.               |
| 175               | Lorenzo Quartucci (ITA)  | 39.               |
| 176               | Attilio Viviani (ITA)    | 23.               |
| 177               | Samuele Zambelli (ITA)   | 24.               |

| Team Flanders-Baloise TFB | Team Flanders-Baloise TFB | Team Flanders-Baloise TFB |
| ------------------------- | ------------------------- | ------------------------- |
| Nr.                       | Rytter                    | Placering                 |
| 181                       | Ruben Apers (BEL)         | 94.                       |
| 182                       | Lindsay De Vylder (BEL)   | 27.                       |
| 183                       | Sander De Pestel (BEL)    | 64.                       |
| 184                       | Vito Braet (BEL)          | 41.                       |
| 185                       | Alex Colman (BEL)         | 62.                       |
| 186                       | Ward Vanhoof (BEL)        | 51.                       |
| 187                       | Gilles De Wilde (BEL)     | 85.                       |

| Team Novo Nordisk TNN | Team Novo Nordisk TNN | Team Novo Nordisk TNN |
| --------------------- | --------------------- | --------------------- |
| Nr.                   | Rytter                | Placering             |
| 191                   | Hamish Beadle (NZL)   | 59.                   |
| 192                   | Sam Brand (GBR)       | 73.                   |
| 193                   | Joonas Henttala (FIN) | 111.                  |
| 194                   | Declan Irvine (AUS)   | 38.                   |
| 195                   | Matyáš Kopecký (CZE)  | 12.                   |
| 196                   | Filippo Ridolfo (ITA) | 113.                  |
| 197                   | Umberto Poli (ITA)    | 76.                   |

| BEAT Cycling Club BCY | BEAT Cycling Club BCY  | BEAT Cycling Club BCY |
| --------------------- | ---------------------- | --------------------- |
| Nr.                   | Rytter                 | Placering             |
| 201                   | Matthijs Büchli (NED)  | 78.                   |
| 202                   | Gil D'Heygere (BEL)    | 26.                   |
| 203                   | Bram Dissel (NED)      | 115.                  |
| 204                   | Yoeri Havik (NED)      | 48.                   |
| 205                   | Vincent Hoppezak (NED) | 135.                  |
| 206                   | Emiel Vermeulen (BEL)  | 97.                   |
| 207                   | Thijs Zonneveld (NED)  | 81.                   |